# Svensgärde
Svensgärde är ett område i kommundelen Brämhult i Borås kommun. Huvudgatan är Vävargatan. Områdets övriga gatunamn anknyter mestadels till textilindustrin. Området har under senare år fått en ökad bebyggelse med bland annat ett industriområde som gränsar till ett friluftsområde. Tidigare låg det många gårdar på Svensgärde men idag finns bara tre kvar, varav en är nybyggd.  